# Plötzlich Vater
 Plötzlich Vater (Originaltitel: No se aceptan devoluciones) ist eine mexikanische Filmkomödie aus dem Jahr 2013 von und mit Eugenio Derbez. 2016 wurde die französische Neuverfilmung Plötzlich Papa veröffentlicht.

## Handlung
Valentin wächst mit einem Vater auf, der ihm zahlreiche Ängste einflößt. 25 Jahre später lebt er als ungebundener Mann, der zahlreiche Beziehungen führt, sich jedoch nicht langfristig binden kann. Eines Tages steht Julie vor seiner Tür und übergibt ihm den Säugling Maggie, dessen Vater er sein soll. Kurz darauf verschwindet sie und reist in die USA.
Um die Mutter des Kindes zu finden, reist Valentin mit Maggie per Anhalter in die Vereinigten Staaten. Dort sucht er in einem Hotel nach ihr, wo sie gearbeitet haben soll. Währenddessen lässt er Maggie am Pool zurück. Als er aus einer Hotelsuite beobachtet, wie sie in Richtung Wasser krabbelt, springt er aus der oberen Etage in den Pool, um sie zu retten. Ein anwesender Filmproduzent wird auf ihn aufmerksam und bietet ihm eine Arbeit als Stuntman an. Mit diesem Beruf finanziert Valentin fortan seinen Lebensunterhalt, während Maggie bei ihm aufwächst. Mit sieben Jahren übernimmt Maggie häufig die Rolle der Dolmetscherin für ihren Vater, der kein Englisch spricht. 
Gegenüber Maggie erzählt Valentin, dass er und ihre Mutter sich getrennt haben. Er schreibt wöchentlich Briefe mit erfundenen Geschichten, die angeblich von ihrer Mutter stammen sollen. Eines Tages kehrt Julie zurück und möchte das Sorgerecht für Maggie übernehmen, um sie nach New York zu holen. Es kommt zu einem Gerichtsprozess, den Valentin zunächst gewinnt. Nachdem Julie jedoch einen Vaterschaftstest fordert, stellt sich heraus, dass Valentin nicht der leibliche Vater ist. Er soll das Kind abgeben, flieht jedoch mit Maggie nach Mexiko, seiner Heimat.
Julie versucht über Valentins ehemaligen Arbeitgeber, seinen Aufenthaltsort zu erfahren. Dieser verrät ihr schließlich, dass Valentin jeden gemeinsamen Tag mit Maggie als Geschenk betrachtet. Rückblickend erfährt der Zuschauer, dass ein Arzt Valentin zuvor mitgeteilt hatte, dass eine medizinische Behandlung nicht erfolgreich war und nicht mehr viel Zeit verbleibt. Julie reist nach Mexiko, wo sie gemeinsam mit Valentin und Maggie mehrere Tage verbringt. Während eines Ausflugs an eine Klippe schläft Maggie in Valentins Armen ein und stirbt friedlich. Es wird offenbart, dass sie an einem angeborenen Herzfehler litt, der jederzeit tödlich enden konnte. In der letzten Szene geht Valentin am Strand entlang und beschreibt die gemeinsame Zeit mit Maggie als die schönste seines Lebens.

## Rezeption
Auf der Review-Aggregator-Website Rotten Tomatoes hat der Film eine Zustimmungsrate von 63 % bei einer Wertung von 6,3 von 10, bei den Zuschauern eine Zustimmung von 89 % und einer durchschnittlichen Bewertung von 4,5 von 5. Auf Metacritic hat der Film eine gewichtete Durchschnittsbewertung von 55 von 100, basierend auf 5 Kritiken. Die von CinemaScore befragten Zuschauer gaben dem Film die seltene Note "A+".

## Auszeichnungen
- 2013: People’s Choice Awards: Kategorie: Lieblingskomödie: nominiert
- 2014: Young Artist Award: Beste junge Hauptdarstellerin in einem Film für Loreta Peralta: gewonnen
- 2014: Young Artist Award: Beste junge Nebendarstellerin in einem Film, für Laura Krystine: nominiert